# Damiano Cima
Damiano Cima (Brescia, 13 de septiembre de 1993) es un ciclista italiano. Su hermano Imerio también es ciclista profesional.
En marzo de 2022 anunció su retirada tras cuatro años como profesional después de no haber encontrado equipo con el que seguir compitiendo.

## Palmarés
2016
- Gran Premio Industrias del Mármol

2018
- Tour de Xingtái, más 1 etapa[3]
- 1 etapa del Tour de China I

2019
- 1 etapa del Giro de Italia[4]

2021
- 1 etapa de la Vuelta a Bohemia Meridional

## Resultados en Grandes Vueltas
| Carrera | Carrera         | 2018 | 2019  | 2020 | 2021 |
| ------- | --------------- | ---- | ----- | ---- | ---- |
|         | Giro de Italia  | —    | 137.º | —    | —    |
|         | Tour de Francia | —    | —     | —    | —    |
|         | Vuelta a España | —    | —     | —    | —    |

—: no participa

Ab.: abandono